# Josef Stuke
Josef Stuke (* 26. Mai 1918 in Lastrup bei Cloppenburg; † 25. März 2010 in Marburg) war ein deutscher experimenteller Festkörperphysiker, der sich mit Halbleiterphysik beschäftigte.
Stuke studierte ab 1941 Physik an der TU Hannover mit dem Diplom-Abschluss 1944. Danach ging er an die Georg-August-Universität Göttingen, wo er 1947 bei Robert Wichard Pohl promoviert wurde. In seiner Dissertation (Zur Eigenleitung elektronischer Halbleiter) wies er die Eigenleitung in Germanium nach. Zu dem Ergebnis war er schon in Messungen gelangt, die er seit Anfang 1944 ausführte, seine Ergebnisse wurden aber zunächst von Pohl nicht akzeptiert. Unabhängig wurden die Entdeckung dann in den USA gemacht (Frederick Seitz an der University of Pennsylvania, Karl Lark-Horovitz an der Purdue University) und als darüber Nachrichten nach Deutschland kamen, gestand Pohl seinen Irrtum ein und akzeptierte die Dissertation. Nach der Promotion war Stuke in der Industrie, bevor er 1962 wissenschaftlicher Rat am Institut für Angewandte Physik der TH Karlsruhe wurde. 1964 habilitierte er sich dort über die elektronischen Eigenschaften von trigonalem Selen. 1967 wurde er ordentlicher Professor für Experimentalphysik an der Philipps-Universität Marburg, wo er 1983 emeritierte. In Marburg befasste er sich unter anderem mit amorphen Halbleitern. Er arbeitete dort mit dem Theoretiker Otfried Madelung zusammen und auch mit Nevill Mott.
1986 erhielt er den Max-Born-Preis.